# Vågsfjorden (Troms)
 For alternative betydninger, se Vågsfjorden. (Se også artikler, som begynder med Vågsfjorden)
Vågsfjorden er en fjord der ligger mellem Hinnøya og Senja i Troms og Finnmark fylke i Norge. Den ligger syd for Andfjorden og passerer kommunerne Harstad, Ibestad, Skånland, Tranøy og Dyrøy.
Fjorden er 46 kilometer lang, og går fra Eidepollen på sydsiden af Senja i nord til Tjeldsundet i syd. Øerne Hinnøya, Grytøya, Sandsøya og Bjarkøya ligger på vestsiden af fjorden, mens Andørja og Rolla ligger på østsiden.
Længst mod syd går Tjeldsundet mod syd på østsiden af Hinnøya til Vestfjorden. Syd for Rolla går Astafjorden mod øst til Grovfjorden, Gratangen, Lavangen og Salangen. Mellem Rolla og Andørja ligger sundet Bygda. Mellem Andørja og fastlandet i øst ligger Mjøssundet. Nord for Mjøssundet går Faksfjorden østover og længere mod nord går Tranøyfjorden på østsiden af Senja.
Stonglandet er en halvø som stikker ud i fjorden fra Senja, og på nordsiden af denne ligger den lille 6 km lange fjord Eidepollen, som er den nordligste del af Vågsfjorden. Sydvest for Senja ligger Bjarkøya. Mellem Bjarkøya og Grytøya ligger det otte km lange og 1,5–3 km brede Kvernsundet, mens Toppsundet går mellem Grytøya og Hinnøya.